# 오카야마번
오카야마 번(일본어: 岡山藩 오카야마한[*])은 일본 에도 시대 비젠국 전역 및 빗추국 내의 일부 지역을 지배했던 대형 번으로, 지금의 오카야마현 오카야마시에 속해 있었다. 비젠 번(備前藩)으로 표기하는 경우도 많으며, 에도 시대 전 기간에 걸쳐서 도자마 다이묘인 이케다 가문(池田氏)이 지배하였다. 번청은 오카야마성이다.

## 역대 번주
고바야카와 가문
1. 고바야카와 히데아키(小早川秀秋) 재위 1600년 ~ 1602년

이케다 가문(데루마사-다다쓰구,다다카쓰 계통)
| 대수 | 번주                     | 초상화 | 재임 기간       | 비고 |
| ---- | ------------------------ | ------ | --------------- | ---- |
| 1    | 이케다 다다쓰구 池田忠継 |        | 1603년 ~ 1615년 |      |
| 2    | 이케다 다다카쓰 池田忠雄 |        | 1615년 ~ 1632년 |      |

이케다 가문(종가. 데루마사-도시타카-미쓰마사 계통)
| 대수 | 번주                     | 초상화 | 재임 기간       | 비고 |
| ---- | ------------------------ | ------ | --------------- | ---- |
| 1    | 이케다 미쓰마사 池田光政 |        | 1632년 ~ 1672년 |      |
| 2    | 이케다 쓰나마사 池田綱政 |        | 1672년 ~ 1714년 |      |
| 3    | 이케다 쓰구마사 池田継政 |        | 1714년 ~ 1752년 |      |
| 4    | 이케다 무네마사 池田宗政 |        | 1752년 ~ 1764년 |      |
| 5    | 이케다 하루마사 池田治政 |        | 1764년 ~ 1794년 |      |
| 6    | 이케다 나리마사 池田斉政 |        | 1794년 ~ 1829년 |      |
| 7    | 이케다 나리토시 池田斉敏 |        | 1829년 ~ 1842년 |      |
| 8    | 이케다 요시마사 池田慶政 |        | 1842년 ~ 1863년 |      |
| 9    | 이케다 모치마사 池田茂政 |        | 1863년 ~ 1868년 |      |
| 10   | 이케다 아키마사 池田章政 |        | 1868년 ~ 1871년 |      |

## 지번

### 고지마번

#### 역대 번주
이케다가 - 2만 5천석 도자마
1. 쓰네모토(恒元)

### 가모가타번

#### 역대 번주
이케다가 - 2만 5천석 도자마
1. 마사코토(政言)
2. 마사요리(政倚)
3. 마사미치(政方)
4. 마사카(政香)
5. 마사나오(政直)
6. 마사요시(政養)
7. 마사토모(政共)
8. 마사요시(政善)
  - 막부의 공식기록에는 없지만 일단 마사히로(政広, 관위없음)가 번주직을 승계하고 그 뒤를 마사요시(政善)가 영입되었다.
9. 마사노리(政詮)
10. 마사야스(政保)

### 이쿠사카번

#### 역대 번주
이케다가 - 1만 5천석 도자마
1. 데루토시(輝録)
2. 마사하루(政晴)
3. 마사카즈(政員)
4. 마사스케(政弼)
5. 마사유키(政恭)
  - 막부의 공식기록은 없지만 일단 마사후사(政房)가 번주직을 승계하고 그 뒤를 마사유키(政恭)가 영입되었다.
6. 마사노리(政範)
7. 마사카즈(政和)
8. 마사노리(政礼)

## 같이 보기
- 고라쿠엔
- 시즈타니 학교
- 아마키 이케다가